# Lerchenrain (Tauberbischofsheim)

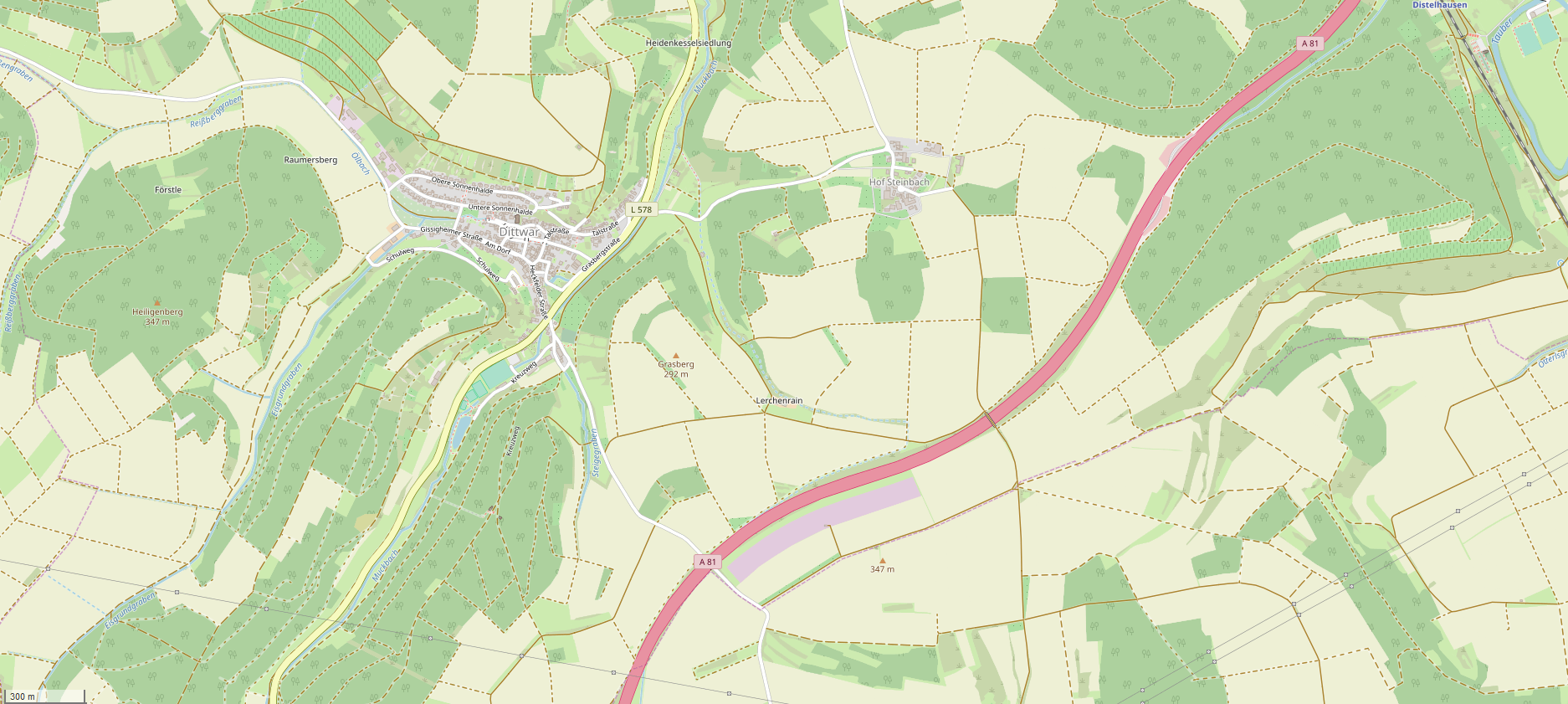
Lage des Wohnplatzes Lerchenrain zwischen Dittwar und Hof Steinbach

Lerchenrain ist ein Wohnplatz auf der Gemarkung des Tauberbischofsheimer Stadtteils Dittwar im Main-Tauber-Kreis im fränkisch geprägten Nordosten Baden-Württembergs.

## Geographie
Der Wohnplatz Lerchenrain befindet sich etwa einen Kilometer südöstlich von Dittwar. Der Ort wird durch einen Bach aus der Lerchenklinge entwässert, der nach dem letzten Haus von Dittwar von rechts und Südosten in den Muckbach mündet.

## Kulturdenkmale
Etwa 400 Meter östlich des Wohnplatzes befinden sich zwei Kleindenkmale an einem Wirtschaftsweg. Nachdem der Weg unmittelbar danach die A 81 überquert, führt dieser bis zum sogenannten Wetterkreuz, einem Kulturdenkmal aus dem Jahre 1714, das zum „ewigen Andenken“ an einen großen Gewitterschaden errichtet wurde und ist heute auf vielen Wanderkarten ausgewiesen ist. Sein Postament bildete den Grenzstein zu den ehemaligen Gemarkungen der fünf Altgemeinden (Distelhausen, Dittigheim, Dittwar, Lauda und Oberlauda), deren Ortswappen darauf abgebildet sind.

## Verkehr
Der Wohnplatz Lerchenrain liegt in unmittelbarer Nähe zur A 81 und ist über verschiedene Wirtschaftswege zu erreichen:
- Über einen vom Ortsverbindungsweg zwischen Dittwar und Hof Steinbach nach rechts abzweigenden Wirtschaftsweg
- Über einen vom Ortsverbindungsweg zwischen Dittwar und Oberlauda nach links abzweigenden Wirtschaftsweg am Rand des Steigegrabens
- Über einen von Oberlauda nach Dittwar nach rechts abzweigenden Wirtschaftsweg
- Über einen von Ortsverbindungsweg zwischen Hof Steinbach nach Oberlauda nach rechts abzweigenden Wirtschaftsweg